# Ніколай Поульсен
Ніколай Соберг Поульсен (дан. Nicolai Søberg Poulsen, нар. 15 серпня 1993, Раннерс, Данія) — данський футболіст, центральний півзахисник клубу «Орхус».

## Клубна кар'єра
Ніколай Поульсен починав грати у футбол у молодіжній команді клубу «Раннерс». На дорослому рівні футболіст дебютував в кінці сезону 2012-2013. Остаточно зарекомендував себе як основний гравець центра поля Поульсен у сезоні 2014-2015.
2017 рік Поульсен провів в оренді у норвезькому клубі «Сарпсборг 08», з яким встиг пограти у фіналі Кубка Норвегії. Після чого футболіст повернувся до Данії, де провів ще два сезони у складі «Раннерса».
Влітку 2019 року Поульсен приєднався до клубу Суперліги «Орхус».

## Збірна
Восени 2014 року Ніколай Поульсен дебютував у складі молодіжної збірної Данії. У 2016 році Поульсен був заявлений до складу олімпійської збірної Данії на матчі футбольного турніру Олімпійських Ігор у Ріо-де-Жанейро але через отриману травму у наступному матчі данської Суперліги змушений був пропустити олімпійський турнір.